# Fuyuan (Qujing)

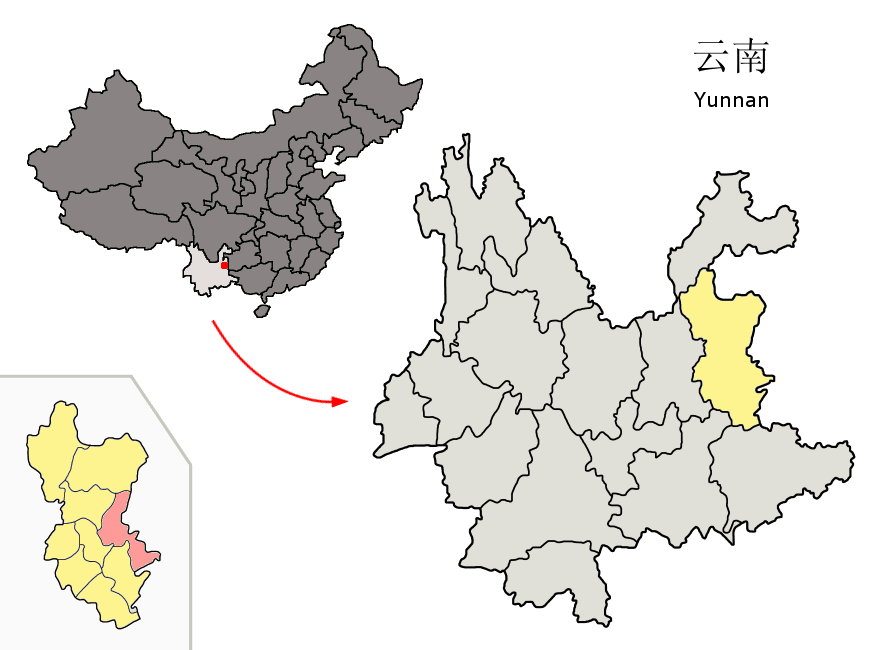
Lage des Kreises Fuyuan (rosa) in der bezirksfreien Stadt Qujing (gelb)

Der Kreis Fuyuan (富源县; Pinyin: Fùyuán Xiàn) ist ein Kreis im Osten der chinesischen Provinz Yunnan, der zum Verwaltungsgebiet der bezirksfreien Stadt Qujing gehört. Die Fläche beträgt 3.252 Quadratkilometer und die Einwohnerzahl 675.229 (Stand: Zensus 2020). 1999 zählte Fuyuan 636.871 Einwohner.

## Administrative Gliederung
Auf Gemeindeebene setzt sich der Kreis aus acht Großgemeinden und drei Gemeinden (davon eine Nationalitätengemeinde der Sui) zusammen. Diese sind:
- Großgemeinde Zhong’an 中安镇
- Großgemeinde Yingshang 营上镇
- Großgemeinde Henihe 黄泥河镇
- Großgemeinde Zhuyuan 竹园镇
- Großgemeinde Housuo 后所镇
- Großgemeinde Dahe 大河镇
- Großgemeinde Mohong 墨红镇
- Großgemeinde Fucun 富村镇

- Gemeinde Yuwang 雨汪乡
- Gemeinde Laochang 老厂乡
- Gemeinde Gugan der Sui 古敢水族乡